# Tayfun Çorağan

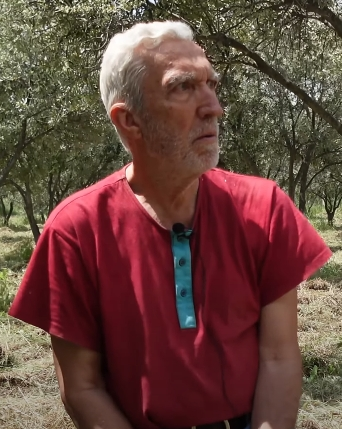
Tayfun Çorağan

Tayfun Çorağan (* 13. Februar 1953 in Ankara) ist ein türkischer Schauspieler.

## Leben und Karriere
Çorağan wurde am 13. Februar 1953 in 
Ankara geboren. Seine Schauspielkarriere begann er  1985 am Ankara Çağdaş Sahne mit dem Stück Yusuf ile Memofis. Im Laufe seiner Karriere arbeitete er mit Theatergruppen wie Nisa Serezli, Eti Kültür, Levent Kırca, Ankara Sanat, Devekuşu Kabare, Hadi Çaman, Dostlar und Dormen zusammen. Bekanntheit erlangte er vor allem für seine Rolle in der Fernsehserie Bizimkiler. Neben seiner Fernsehkarriere war er in den Filmen Milyarder, Selamsız Bandosu und Abuk Sabuk Bir Film zu sehen.
Çorağan war mit der Schauspielerin Güzin Çorağan verheiratet. Nach seiner aktiven Karriere zog sich das Paar nach Gömeç. Er war mit ihr 46 Jahre lang verheiratet, bis sie 2022 verstarb.

## Filmografie (Auswahl)
- 1977: Cennetin Çocukları
- 1984: Üşütük
- 1986: Asiye Nasıl Kurtulur?
- 1987: Afife Jale
- 1987: Japon İşi
- 1989: Bizimkiler
- 1993: Umut Taksi
- 2005: Sensiz Olmuyor
- 2006: Karagümrük Yanıyor
- 2009: Hanımın Çiftliği